# Гроуввілл (Нью-Джерсі)
Гроуввілл (англ. Groveville) — переписна місцевість (CDP) в США, в окрузі Мерсер штату Нью-Джерсі. Населення — 3106 осіб (2020).

## Географія
Гроуввілл розташований за координатами 40°10′12″ пн. ш. 74°39′5″ зх. д. / 40.17000° пн. ш. 74.65139° зх. д. (40.170048, -74.651278).  За даними Бюро перепису населення США в 2010 році переписна місцевість мала площу 5,59 км², з яких 5,50 км² — суходіл та 0,10 км² — водойми.

## Демографія
Згідно з переписом 2010 року, у переписній місцевості мешкало 2945 осіб у 1046 домогосподарствах у складі 810 родин. Густота населення становила 527 осіб/км².  Було 1093 помешкання (195/км²).
Расовий склад населення:
| - 84,6 % — білих - 8,6 % — чорних або афроамериканців - 3,3 % — азіатів - 0,1 % — корінних американців - 1,7 % — осіб інших рас |

До двох чи більше рас належало 1,7 %. Частка іспаномовних становила 7,1 % від усіх жителів.
За віковим діапазоном населення розподілялося таким чином: 25,1 % — особи молодші 18 років, 64,5 % — особи у віці 18—64 років, 10,4 % — особи у віці 65 років та старші. Медіана віку мешканця становила 39,6 року. На 100 осіб жіночої статі у переписній місцевості припадало 94,6 чоловіків;  на 100 жінок у віці від 18 років та старших — 92,7 чоловіків також старших 18 років.
Середній дохід на одне домашнє господарство  становив 108 127 доларів США (медіана — 86 004), а середній дохід на одну сім'ю — 119 170 доларів (медіана — 92 250). Медіана доходів становила 76 319 доларів для чоловіків та 53 882 долари для жінок. За межею бідності перебувало 3,7 % осіб, у тому числі 6,1 % дітей у віці до 18 років та 0,8 % осіб у віці 65 років та старших.
Цивільне працевлаштоване населення становило 1409 осіб. Основні галузі зайнятості: освіта, охорона здоров'я та соціальна допомога — 26,7 %, мистецтво, розваги та відпочинок — 19,4 %, виробництво — 10,1 %, роздрібна торгівля — 9,4 %.